# 瓦屋塘镇
瓦屋塘乡，是中华人民共和国湖南省邵陽市绥宁县下辖的一个乡镇级行政单位。

## 行政区划
瓦屋塘乡下辖以下地区：
官路上村、白家坊村、小田村、抱寨村、皮叶树村、杨家塘村、瓦屋塘村、新桥村、三星桥村、金竹村、石屋村、枫门岭村、冷水村、水庙仔村、岩湾村、双江村和宝顶村。